# ملادين بانتيتش
ملادين بانتيتش (بالصربية: Младен Пантић) مواليد 31 يوليو 1982 في بلغراد، جمهورية صربيا الاشتراكية، هو لاعب كرة سلة صربي. بدأ مسيرته الاحترافية في سنة 2001. يلعب في الدوري المقدوني لكرة السلة كلاعب وسط. حقق المركز الأول في الألعاب الجامعية الصيفية 2003.

## المسيرة الاحترافية
لعب مع نادي إف إم بي لكرة السلة من سنة 2003 إلى 2007، ثم لعب مع ألبا برلين في الدوري الألماني في موسم 2007–2008، ثم لعب مع نادي ميغا لكرة السلة في سنة 2009، ثم لعب مع نادي رادنيتشكي كراغوييفاتس لكرة السلة في موسم 2009–2010، ثم لعب مع نادي إيجوكيا لكرة السلة في موسم 2010–2011.

## الميداليات
| الميدالية | المسابقة                      |
| --------- | ----------------------------- |
| ذهبية     | الألعاب الجامعية الصيفية 2003 |

## روابط خارجية
- ملادين بانتيتش على موقع الاتحاد الدولي لكرة السلة (الإنجليزية)
- ملادين بانتيتش على موقع الدوري الأوروبي لكرة السلة (الإنجليزية)
- ملادين بانتيتش على موقع كرة السلة الأوروبية.كوم (الإنجليزية)
- ملادين بانتيتش على موقع ريلجم (الإنجليزية)
- ملادين بانتيتش على موقع بروبوليرز (الإنجليزية)
- ملادين بانتيتش على موقع سبورتس رفرنس (الإنجليزية)